# José Luis Sierra
José Luis Sierra (5 de desembre de 1968) és un exfutbolista xilè.

## Selecció de Xile
Va formar part de l'equip xilè a la Copa del Món de 1998.